# Gerd Kaiser
Gerhard Ernst Richard Kaiser (* 29. Juli 1933 in Dietzhausen; † 13. April 2024 in Berlin) war ein deutscher Soziologe. Er war Oberstleutnant der Nationalen Volksarmee (NVA) und befasste sich als Historiker und Publizist mit der Erforschung des antifaschistischen Widerstands.

## Leben
Gerd Kaiser besuchte die Volksschule und erlernte danach den Beruf des Industrieschmiedes. Auf dem Zweiten Bildungsweg erlangte er in der Arbeiter- und Bauernfakultät der Universität in Jena die Hochschulreife und studierte ab 1951 Geschichte an der Lomonossow-Universität in Moskau. Nach dem Studium verpflichtete er sich als Offiziersanwärter ab 1956 zum zwölfjährigen Wehrdienst in der NVA. Auf dem Weg einer außerplanmäßigen Aspirantur promovierte er während seiner Armeezeit 1964 an der Karl-Marx-Universität Leipzig mit einer Arbeit über die Entstehung und das Wirken eines Systems der politisch-ideologischen Beeinflussung der deutschen Landstreitkräfte in den ersten Jahrzehnten des 20. Jahrhunderts im Deutschen Kaiserreich, in der Reichswehr der Weimarer Republik und in der nationalsozialistischen Wehrmacht. 1968 endete sein Dienst in der NVA, aus der er im Range eines Oberstleutnants entlassen wurde. Danach war er als Mitarbeiter des Deutschen Fernsehfunks der DDR bis zu dessen Abwicklung 1990 mit soziologischer Forschungs- und Programmarbeit beschäftigt. Seit 1991 forschte er zur Geschichte der deutschen Arbeiterbewegung sowie zur deutschen Militärgeschichte im 20. Jahrhundert. Er arbeitete in Berliner Integrationsprojekten von und für Migranten mit. Außerdem unterstützte er Berliner und Thüringer Projekte zur Bewahrung von Gedenkstätten und Traditionen des proletarischen und antifaschistischen Widerstands und zur Erinnerung an die Verfolgungen und Opfer dieser Auseinandersetzungen und Kämpfe. Für Tageszeitungen und Zeitschriften, u. a. Neues Deutschland (ab 1992), junge Welt, Das Blättchen, sowie das JahrBuch für Forschungen zur Geschichte der Arbeiterbewegung schrieb er Beiträge.
Kaiser war verheiratet und Vater eines Sohnes.

## Schriften (Auswahl)
- Mit Wladislaw Hedeler u. a.: Der Vergessenheit entrissen. Landeszentrale für politische Bildung Thüringen, Erfurt 2017, ISBN 978-3-946939-07-8.
- „Hier ist der Deutsche Soldatensender 935“. Eine Stimme im kalten Krieg. Edition Bodoni, Berlin 2014, ISBN 978-3-940781-50-5.

- Mit Heinz Deutschland: Ein „tüchtiger, feiner Mensch“ – „unbeirrbar rot“. Edition Bodoni, Berlin 2011, ISBN 978-3-940781-23-9.
- Arbeit hat bittre Wurzel ... aber süße Frucht. Reflexionen über die Anfänge des Auslandsstudiums deutscher Studenten in der UdSSR. 2., durchgesehene, korrigierte und wesentlich ergänzte Auflage, Edition Bodoni, Berlin 2010, ISBN 978-3-940781-16-1.
- Heim in idyllischer Lage. Vom Kinderheim der Roten Hilfe zu Elgersburg zum Hotel „Am Wald“. Dietz, Berlin 2010, ISBN 978-3-320-02230-3.
- „Auf Leben und Tod“. Stille Helden im antifaschistischen Widerstand (1923–1945). Edition Bodoni, Berlin 2007, ISBN 978-3-929390-96-4.
- Katyn. Das Staatsverbrechen – das Staatsgeheimnis. Aufbau-Taschenbuch-Verlag, Berlin 2002, ISBN 978-3-7466-8078-1. Laut Einführung (Einstieg) eine stark überarbeitete Fassung von Gerd Kaiser, Andrzej Leszek Szcześniak: Katyn. Der Massenmord an polnischen Offizieren. Links, Berlin 1992, ISBN 978-3-86153-029-9.
  - Katyň. Státní zločin – státní tajemství. Ins Tschechische übersetzt von René J. Tesař, BB Art, Prag 2003, ISBN 80-7341-075-3.
- Mit Volkhard Bode: Raketenspuren. Peenemünde 1936–2000. Links, Berlin 2001, ISBN 978-3-861-53239-2. 
  - Building Hitler’s Missiles. Traces of history in Peenemünde. Ins Englische übersetzt von Katy Derbyshire, Links, Berlin 2008, ISBN 978-3-86153-483-9.
- Genesis, Struktur und Aufgaben des Systems der politisch-ideologischen Beeinflussung in den Landstreitkräften Deutschlands von der Jahrhundertwende bis zum zweiten Weltkrieg. Maschinengeschriebene Dissertation, Leipzig 1965.